# Pendlergemeinde
Unter einer Pendlergemeinde, fachlich präzise Auspendlergemeinde oder Wegpendlergemeinde, versteht man eine Gemeinde, in der auf Grund zu weniger oder nicht passender Arbeitsplätze ein signifikanter Anteil der Bevölkerung nicht in der Wohngemeinde beschäftigt ist. Sie fahren in andere Gemeinden in die Arbeit (Pendeln). Die typischen Zielorte des Pendelns mit vielen Arbeitsplätzen in Relation zu den Einwohnern werden Einpendlergemeinden genannt.

## Grundlagen
Pendlergemeinden sind entweder meist ländliche Gemeinden mit einem geringen Anteil anderer Wirtschaftssektoren (Gewerbe, Industrie, Dienstleistung) oder solche mit einem Übergewicht an reinen Wohnsitzen, wie sie als Vororte (periurbane Gemeinden) im Speckgürtel der Städte anzutreffen sind (Wohngemeinden). Der Unterschied ist, dass in vielen ländlichen Gemeinden die meist angestammte Einwohnerschaft aus wirtschaftlichen Bedürfnissen pendelt und in letzteren die Bewohner oft bewusst dorthin gezogen sind, etwa wegen des günstigeren Baulandes oder aber der besseren Wohnlage außerhalb des urbanen Ballungsraumes. Daher sind die einen ein Phänomen von Wirtschaftsschwäche einer Gegend, die anderen hingegen teils einer weniger vermögenden Bevölkerungsschicht oder aber einer überdurchschnittlich reichen Gemeinde. Wirtschaftlich profitieren letztere Gemeinden davon, dass Bewohner der Großstadt zuziehen. 
Der Nachteil für Pendlergemeinden ist eine grobe Unausgewogenheit der Infrastruktur. Entweder fehlt ein lokales Angebot wie etwa Nahversorger zunehmend, weil beispielsweise ein Gutteil der Einwohner schon auf dem Nachhauseweg eingekauft hat (reine Schlafgemeinden), oder es konzentrieren sich Einzelhandelszentren in den Wohngegenden (Wohn- und Einkaufsgemeinden), wodurch die Gemeinde hauptsächlich von Verkehr geprägt ist. Beiden Formen kommt aber ein traditionelles Gemeindeleben abhanden. Den Einpendlergemeinden kommt die florierende Wirtschaftslage zugute. Ein Nachteil stellt für die Städte dar, dass sie eine umfangreiche sonstige Infrastruktur unterhalten müssen (Funktion des Zentralortes), aber an Einwohnern verlieren (Stadtflucht), mit unliebsamen Nebenerscheinungen wie der Entvölkerung des Stadtkerns.
Im Lauf der letzten Jahrzehnte ist der Trend zu den Vororten und Pendlergemeinden durch die höhere Mobilität der Arbeitnehmer gestiegen. Vororte im engeren Sinne sind dichter mit der Stadt verschmolzen als suburbane Pendlergemeinden, die auch im weiteren Umkreis der Städte zu finden sind: Tatsächlich ist der Zustand einer stadtnahen Pendlergemeinde einer der grundlegenden Schritte hin zu einer Entwicklung zu typischen Vororten, die später endgültig in den Städten aufgehen (Vorstädte). Das sukzessive radiale Ausdehnen der Stadt und ihres Speckgürtels ist ein bekanntes Phänomen des Urbanismus seit dem Mittelalter, das Abwandern aus den Stadtzentren – mit allfälligem Rückpendeln in diese – aber ein Phänomen der letzten Jahrzehnte.
Im ländlichen Raum sind die Pendlergemeinden die Indikatoren beginnender Landflucht: Für die Pendler wird es zunehmend reizvoll, in Richtung des Arbeitsplatzes auszusiedeln. Daher ziehen die Speckgürtel der Städte sowohl von innen wie von außen Bewohner an. Die Abwanderung der Fachkräfte bildet mit abnehmender Neuschaffung von Arbeitsplätzen vor Ort einen Teufelskreis. Damit beginnt die Abwanderungsgemeinde insgesamt zu entvölkern oder wird zu einer reinen Zweitwohnsitzgemeinde, wenn die Bewohner ihre Heimathäuser behalten (ein Faktor des Kalte-Betten-Syndroms). Das Auspendeln und folgende Abwandern in nähere lokale Zentren und anschließend von diesen – verkehrsgünstiger gelegenen – in die nächsthöheren Zentren und Städte kann sukzessive ganze Landstriche wirtschaftlich wie einwohnermäßig ausdünnen.

### Statistisches
Die Pendlergemeinde bildet die statistische Basis des Begriffs des Pendlers, den man über die Wohnsitzgemeinde definiert (Wegpendler, Gemeindeaus- respektive -einpendler).

Das Verhältnis der Pendler zu den Erwerbstätigen einer Gemeinde wird als Pendlerquote (Ein- respektive Auspendlerquote) bezeichnet, das der Erwerbstätigen am Arbeitsort zu den Erwerbstätigen am Wohnort als Pendlersaldo. Letzteres ist ein Maß für das Verhältnis der vor Ort Arbeitenden zu den Pendelnden, um die Relation von Aus- zu Einpendelnden bereinigt. Wenn es größer als 100 ist, gibt es mehr Arbeitsplätze als anwohnende Erwerbstätige (Einpendlergemeinde), bei der Auspendlergemeinde liegt es unter 100. Die Pendlerquoten entsprechen den relativen Pendlersalden in Bezug zu den Arbeitsplätzen. Eine hohe Auspendlerquote (> etwa 60 %) und eine niedrige Einpendlerquote weisen auf eine Auspendlergemeinde hin, sind aber beide hoch, kann man eher auf einen insgesamt mobilen Arbeitsmarkt in der Gegend schließen. Außerdem lassen sich Pendlersalden zwischen einzelnen Gemeinden ermitteln, was Aussagen über die genaueren Pendlerströme zulässt.
Das Maß für das Ausmaß des Pendelns ist die durchschnittliche Pendeldistanz verteilt auf die Auspendler der Gemeinde. Sie gibt Aufschluss, ob nur in den näheren Umkreis oder aber weit entfernte Orte gependelt wird.
In Österreich beispielsweise verwendet man noch die Entfernungskategorie (für den einzelnen Pendler wie im Mittel für die Gemeinden), sukzessive aufsteigend von Nichtpendlern (im engsten Sinne: Wohn- und Arbeitsort  liegen im selben Gebäude) über Gemeindebinnenpendler und Pendlern innerhalb und zwischen Gemeinden einer Verwaltungsgliederungseinheit (hier Bezirk, Land) zu Pendlern ins Ausland (Grenzpendler).
In der Schweiz etwa ist die Wegpendlergemeinde eine der grundlegenden wirtschaftlich-demographischen Gemeindetypen. Dort wird sie bei einem Wegpendleranteil von um die 70 % gesehen (abhängig von der Wohnbevölkerung, Typ 15 oder 16 der Gemeindetypologie je nach der Zuwanderung), und zwar außerhalb der Agglomerationen. Innerhalb dieser spricht man von sub- oder periurbaner Gemeinde, Typen 10–14.
Im Allgemeinen bezieht sich der Begriff auf Erwerbspendler (Berufs-, Arbeitspendler) im eigentlichen Sinne, er kann aber auf Bildungspendler ebenso übertragen werden und bezieht sich dann auf Lernende, Studierende und Auszubildende respektive Schul-/Hochschul- und Ausbildungsplätze. Da diese in der volkswirtschaftlichen Statistik heute oft zum Arbeitsmarkt gerechnet werden, finden sich auch kombinierte Statistiken.

## Nationales

### Deutschland
Beispiele für Pendlergemeinden sind Neu-Isenburg, welches nahe Frankfurt am Main und Offenbach am Main liegt, oder Rheinstetten, das bei Karlsruhe und Ettlingen liegt.

### Österreich
|                  |      | %  |
| ---------------- | ---- | -- |
| Burgenland       | 155  | 91 |
| Kärnten          | 116  | 88 |
| Niederösterreich | 495  | 86 |
| Oberösterreich   | 387  | 87 |
| Salzburg         | 96   | 81 |
| Steiermark       | 461  | 85 |
| Tirol            | 238  | 85 |
| Vorarlberg       | 79   | 82 |
| Wien             | 0    | 0  |
| Österreich       | 2028 | 86 |

In Österreich sind mehr als die Hälfte der arbeitstätigen Bevölkerung (2011: 53,8 %) Pendler, der Anteil ist tendenziell leicht steigend.
Insgesamt sind der überwiegende Großteil aller Gemeinden Österreichs Auspendlergemeinden.
Dabei konzentriert sich das Einpendeln auf zehn große Zentren (Wien, die Landeshauptstädte Klagenfurt am Wörthersee, Sankt Pölten, Linz, Salzburg, Graz und Innsbruck sowie Wels, Wiener Neustadt und Schwechat), in denen zusammen ein Drittel aller Auspendler arbeitet (2011: 695.913, 32,9 % der Pendler, 17,7 % der Arbeitnehmer). Gemeinsam mit weiteren 16 Städten und Gemeinden mit mehr als 8.000 Einpendlern umfassen sie einen Anteil von 41,5 % der Auspendler (22,3 % der Arbeitnehmer insgesamt). Eine Sonderstellung nimmt darin naturgemäß Wien ein, das in absoluten Zahlen die weitaus größte Einpendlergemeinde ist. Nur Wien (2011: 123,5) und das Land Salzburg (2011: 103,7) haben als Bundesländer ein positives Pendlersaldo (> 100). Besonders ist aber die Situation im Burgenland: Das Land selbst ist das stärkste Auspendelland (Saldo 2011: 72,1), aber Eisenstadt ist die anteilsmäßig stärkste Einpendlergemeinde Österreichs, drei Viertel aller Arbeitnehmer wohnen außerhalb (Quote 2011: 74,3 %, Saldo 2012: 238,7), und es gibt sogar mehr Arbeitnehmer als Einwohner insgesamt (ca. 14.000 Arbeitnehmer zu 13.000 Einwohnern).

### Schweiz
In der Schweiz ist die Auspendlerquote langjährig stark steigend, von 1980 41 % über 1990 50 % zu 2000 58 %.
Die metropolitanen Regionen des Einpendelns sind primär die Kernagglomerationen Zürich, Basel, Genf-Lausanne und Mailand. Die typischen «Arbeitskantone» sind Basel-Stadt (relativer Pendlersaldo 2012: +51 %), Zug (2012: +35%), Zürich und Genf (2012: je +12%). Positiv sind auch Bern, Neuenburg, Graubünden und Tessin. Die starken Auspendlerkantone finden sich im Mittelland, so als typischer Wohnkanton Basel-Landschaft (2012: −21 %). Jura, Voralpen und Alpen hingegen leiden eher unter Abwanderung, daher stellen sich die Pendlerbilanzen moderat dar. Nur 12 % der Pendlerströme finden vom ländlichen Raum in die städtischen Räume statt, 14 % innerhalb des ländlichen Raums, weit über die Hälfte (55 %) aber innerhalb ein und desselben städtischen Gebiets (Zahlen 2012).